# أحكام الميم الساكنة
الميم الساكنة وهي الميم الخالية من الحركة والتي يكون سكونها ثابتاً في الوصل والوقف. وسواءً وقعت في فعل أو في اسم أو في حرف، متوسّطة أو متطرّفة، لها 3 أحكام هي: الإخفاء، الإدغام، الإظهار. وبما أنَّ الميم حرف شفوي يخرج مع إطباق الشّفتين، اتّصفت جميع أحكامها بالشفوية، فأصبحنا نقول: الإخفاء الشفوي، الإدغام الشفوي، الإظهار الشفوي (ويسمى إدغام مثلين صغير). وتشمل أحكام الميم الساكنة الثلاثة أحكام.

## الإخفاء الشفوي
هو إخفاء الميم الساكنة مع بقاء الغنة إذا وقعت قبل حرف واحد هو (ب) فإذا وقعت بعد الميم الساكنة -ولا يكون ذلك إلا في كلمتين- جَازَ الإخفاء ويسمى إخفاء شفويًّا. نموذج من الأمثلة:
```
ويجب ترك فرجة بسيطة بين الشفتين حيث أن إطباق الشفتين هو صفة الإظهار، وهذا الإخفاء يحدث للميم الأصلية أو 
لميم الجمع
.
```

ووجه الإخفاء أنهما لما اشتركا في المخرج واتفقا في بعض الصفات ثقل الإظهار والإدغام المحض فعدل إلى الإخفاء، ودليله من التحفة: فالأولُ الإخفاءُ عند الباءِ.
قال صاحب تحفة الأطفال والغلمان في تجويد القرآن:
سمي إخفاءً؛ لإخفاء الميم الساكنة عند ملاقاتها للباء.
سمي شفوياً؛ لخروج الميم والباء من الشفتين.
له حرف واحد هو الباء«ب»
سـببـه: لاتحاد مخرج الميم والباء (تجانس) وتقاربهما في الصفات.
علامته في المصحف: تعرية الميم من الحركات.
أمثلة: (فَاحْكُم بَيْنَهُم) (تَرْمِيهِم بِحِجَارَةٍ) (وَكَلْبُهُم بَاسِطٌ).

### الفرق بين الإقلاب والإخفاء الشفوي
الإخفاء الشفوي يحتاج في تطبيقه إلى عملية واحدة هي إخفاء الميم الساكنة عند الباء أما الإقلاب فإنه يحتاج إلى عمليتين:
1- قلب النون الساكنة ميماً ساكنة.
2- إخفاء الميم الساكنة عند الباء.
مثال اخر :
اذا جاءك تنوين بالفتح ( ً) أو تنوين بالضم ( ٌ) تنوين بالكسر ( ٍ) أو حرف النون وبعده حرف ال (ب) فهذا يكون إقلاب.
مثال : ( مِنۢ بَعۡضٖۗ ) نون ساكنه اتى بعدها حرف الباء والباء من حروف الإقلاب.
وأما إذا جائك حرف ال(م) وبعده حرف(ب) هذا اخفاء شفوي.
مثال : (هُم بالسَّاهرَة)، ميم ساكنه اتى بعدها حرف الباء والباء من حروف الاخفاء الشفوي.

### الفرق بين الإخفاء الحقيقى والإخفاء الشفوي
الإخفاء الحقيقي: يتم فيه ستر النون الساكنة والتنوين وإعدامها بالكلية عند النطق بالحرف وإبقاء الصفة التي هي الغنة.
أما الإخفاء الشفوي : فيتم فيه تبعيض الحرف وستر ذاته في الجملة وإضعافه عند النطق بالباء.
- في المصحف:-
تعرف الميم الأصلية الساكنة المخفاه، أو ميم الجمع المخفاة، قبل حرف (باء)، بأنها عارية من التشكيل، وليس فوق الباء أي تشديد، وهنا تراعى الغنة في النطق.

## ثانياً: الإدغام الشفوي
أو الصغير
· حروفه : حرف واحد هو الميم.
هو إدغام الميم الساكنة بميم بعدها بغنة كاملة ويقع إذا وقعت الميم المتحركة بعد الميم الساكنة وجب الإدغام وسمى ذلك إدغام مثلين (متماثلين) صغير، مع مراعاة إطباق الشفتين الكامل
- في كلمة نحو:الم - المص
- في كلمتين (أَم مَنْ) (كَمْ مِن فِئَةٍ)

### لماذا سمى إدغام متماثلين صغير
سمي إدغاماً لأن الميم الساكنة دخلت في الميم المتحركة تماماً.
- سمى متماثلين لأن المدغم والمدغم فيه متحدان اسماً ورسماً ولفظاً وصفةً.
- سمى صغيراً لأن الحرف الأول ساكن والثاني متحرك.

· علامته في المصحف: تعرية الميم الأولى من الحركات وتشديد الميم المدغم فيها.

## ثالثاً: الإظهار الشفوي
هو إظهارها عند الباقي من حروف الهجاء وهي ستة وعشرون حرفاً يكون النّطق بالميم ظاهراً بدون غنّة.
· حروفه : باقى الحروف الهجائية بعد إسقاط حرفى الميم والباء.
إذا وقع حرف من هذه الحروف بعد الميم الساكنة في كلمة أو كلمتين وجب الإظهار ويسمى إظهاراً شفوياً بدون غنة ظاهرة.
· علامته في المصحف: وضع السكون فوق الميم.
وتكون الميم أشد إظهاراً عند الواو والفاء خوفاً من أن يسبق اللسان إلى إخفائها عند هذين الحرفين لقربها من الفاء في المخرج واتحادها مع الواو فيه.

### لماذا سمى إظهاراً شفوياً
سمي إظهاراً :لأن الميم الساكنة تظهر عند ملاقاتها للحروف الستة والعشرين.
وسمى شفوياً : لأن الحرف المظهر وهو الميم مخرجه من الشفتين.

### سبب الإظهار الشفوي عند هذه الحروف
السبب هو تباعد مخرج وصفة الميم الساكنة عن مخارج وصفات أكثر حروف الإظهار.

### لماذا لم تدغم الميم في الواو والفاء برغم تقاربها مع الفاء وتجانسها مع الواو
قال صاحب نهاية القول المفيد: إن الميم لا تدغم في مقاربها وهي الفاء من أجل الغنة التي فيها وكذلك لقوة الميم وضعف الفاء ولا يدغم القوى في الضعيف.
ولا تدغم في الواو برغم التجانس (اتحاد المخرج) لأن الميم لو أدغمت في الواو لالتبس الأمر هل هي ميم أم نون.
أمثلة لحروف الإظهار مع الميم والتي تأتى في كلمة أو كلمتين

### أمثلة للإظهار الشفوي
تمسون - لعلكم تتقون - عنهم سيئاتهم - ولأدخلناهم جنات - أنهم أقاموا - فوقهم ومن - منهم أمة - منهم ساء - لستم على - عليهم ولا - إليهم رسلاً - جآءهم رسول - أنفسهم فريقاً - وزادهم نفوراً - لربهم سجداً - ولم يقتروا

## حكم النون والميم المشدّدتين
يجب إظهار الغنّة والشدّة في الميم أو النّون المشدّدتين سواء أكانتا في كلمة واحدة أم في كلمتين، في اسم أو فعل أو حرف، وبغض النظر عن موقعها في الكلمة وسواء كانتا محرّكتين أو ساكنتين أو مدغمتين، ومقدار الغنة حركتين.
في حالة الوقف أم في حالة الوصل، ويطلق عليهما: حرفا غنّة، ويقال لكل منهما: حرف أغنّ مشدّد (والنّون أغنّ من الميم).
وفي ذلك يقول صاحب التحفة:
وغـنّ ميماً ثم نــوناً شدّدا وســمِّ كلاًّ حــرف غنّة ٍ بـدا.
نحو: «إنّ، أنّا، الجنّة، النّاس، يكرهْهنّ، أتحاجّونّي، إنّا نشأ، من نّاصرين، ثمّ، لـمّا، جـمّاً، أمّـة، سمّوهم، عنهم مّا، يعمّر».
ويلحق بالنّون المشدّدة التنوين إذا تبعته نون، فيلفظ نوناً مشدّدة وينبغي أن تظهر.